# Rete tranviaria di Dresda
La rete tranviaria di Dresda è la rete tranviaria che serve la città tedesca di Dresda e alcuni comuni limitrofi.

## Storia
Le origini della rete tranviaria di Dresda possono essere fatta risalire al 1872, quando la prima linea di tram a cavalli fu aperta tra il centro della città e l'ex villaggio di Blasewitz, divenuto oggi un quartiere di Dresda.
A partire dal 2008, la rete si compone di 12 linee, per un totale di 132,7 km e 154 fermate.

## Linee
La rete tranviaria di Dresda è un sistema misto che utilizza sia il tradizionale sistema stradale (soprattutto nel centro della città e nei quartieri vicini), sia la moderna metropolitana leggera. La rete utilizza un insolito scartamento da 1.450 mm (rispetto allo scartamento standard da 1.435 millimetri).
La rete si compone di 12 linee:
- 1 Prohlis - Leutewitz
- 2 Kleinzschachwitz - Gorbitz
- 3 Coschütz - Wilder Mann
- 4 Laubegast - Radebeul West (- Coswig - Weinböhla)
- 6 Niedersedlitz - Wölfnitz (- Gorbitz)
- 7 Pennrich - Weixdorf
- 8 Südvorstadt - Hellerau
- 9 Prohlis - Kaditz
- 10 Striesen - Messe Dresden
- 11 Zschertnitz - Bühlau
- 12 Striesen - Leutewitz
- 13 Prohlis - Mickten (- Kaditz)

## Materiale rotabile

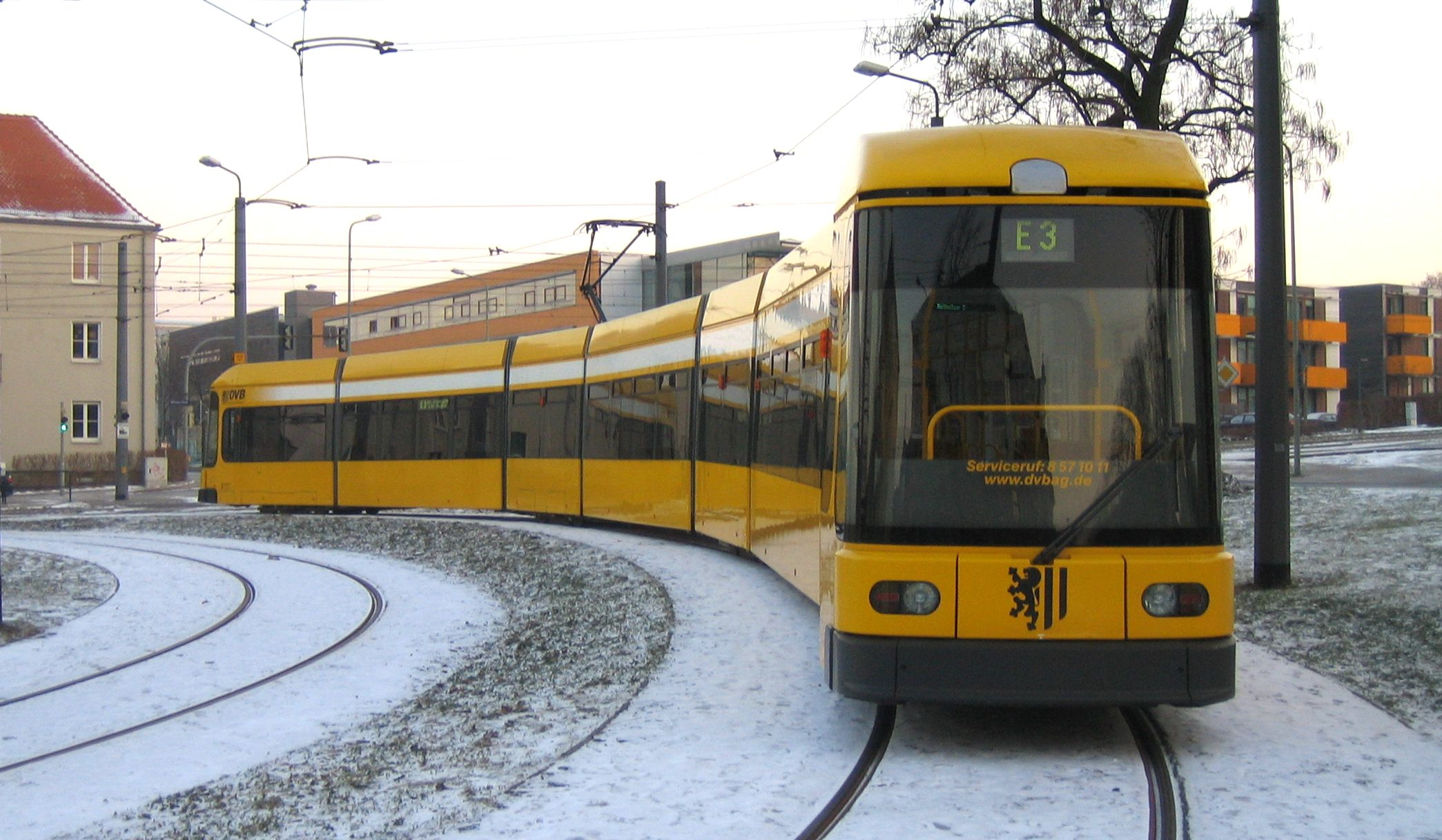
Convoglio DWA

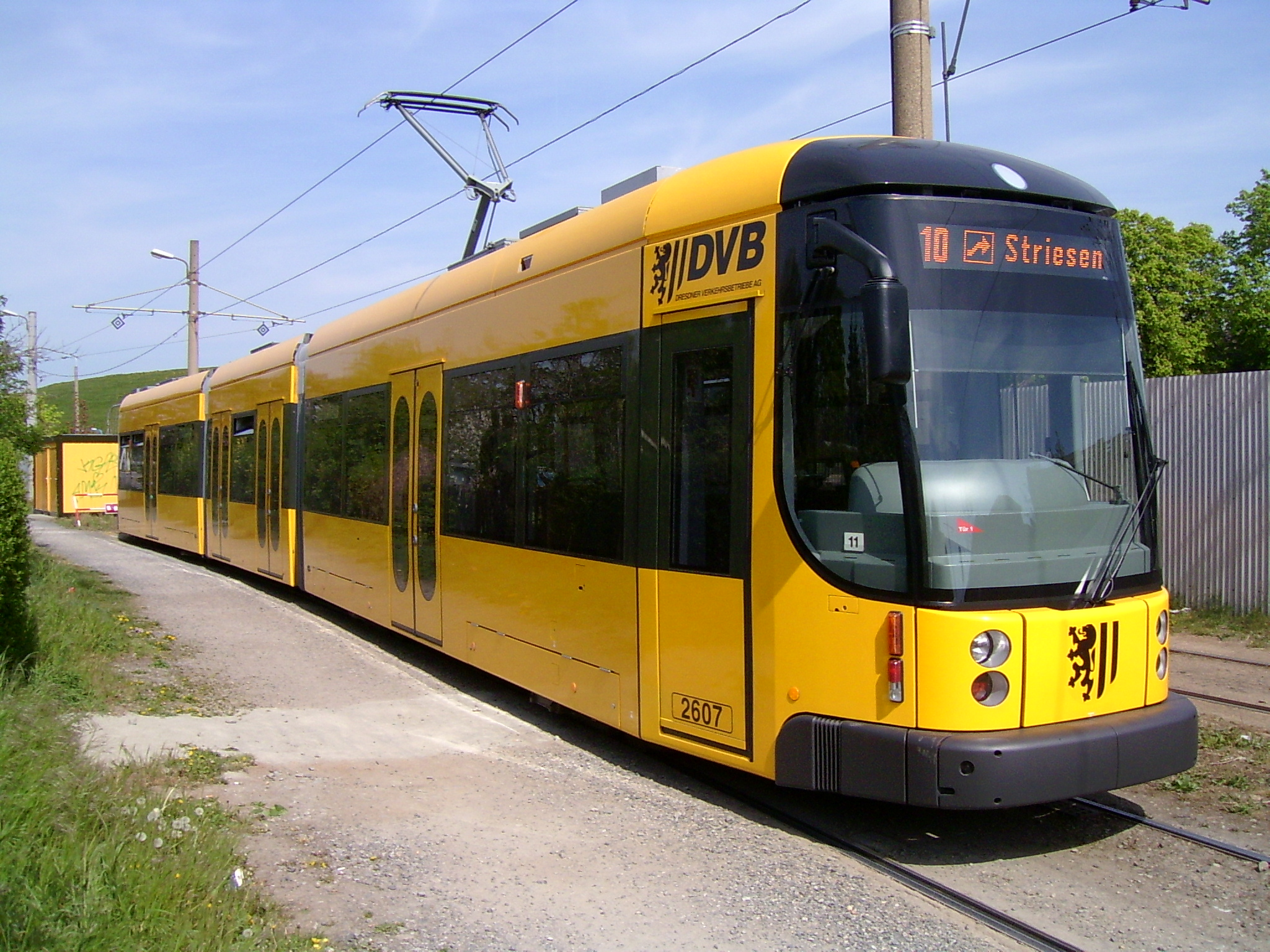
Convoglio Bombardier a 8 assi

A partire dal 2008, la flotta di tram di Dresda è composta da 166 convogli moderni e 31 tram più vecchi. La maggior parte dei tram che operano a Dresda si articolano in vetture a pianale ribassato di due differenti modelli di base, ognuno dei quali ha diverse varianti.
La prima generazione di vetture a pianale ribassato è stata costruita dalla Deutsche Waggonbau (DWA) di Bautzen tra il 1995 e il 2002 e i convogli hanno 6 oppure 8 assi. La seconda generazione di vetture a pianale ribassato è stata costruita a partire dal 2003 dalla Bombardier Transportation sempre a Bautzen, e sono del modello Flexity Classic Design, di cui esistono vagoni a 8 e 12 assi. Le vetture articolate variano in lunghezza da 30 a 45 metri.

## CarGoTram

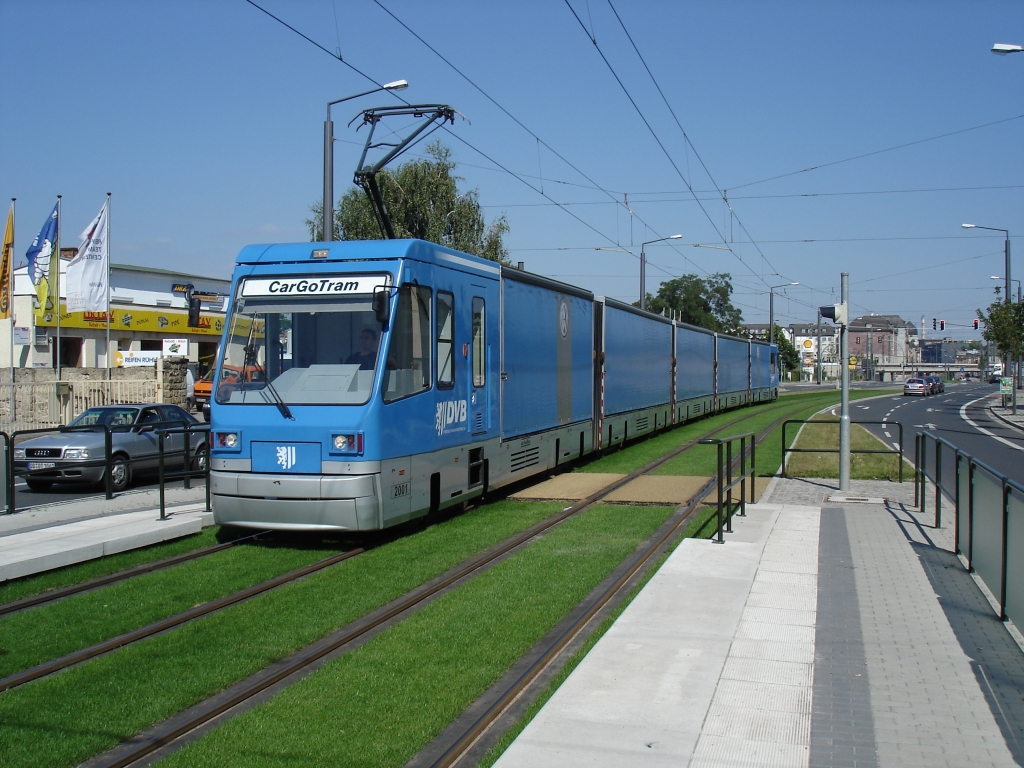
CarGoTram a Dresda

Il CarGoTram è un tram bidirezionale a 5 segmenti che, attraversando la città, trasporta merci per conto della Volkswagen, utilizzando la normale linea passeggeri. I due tram, lunghi fino a 59,4 metri, sono i veicoli più lunghi a cui è permesso circolare per le strade urbane a Dresda. Il collegamento con il tram fu creato nel 2001 per ridurre il numero di camion e veicoli pesanti nella circolazione urbana e l'inquinamento. La fabbrica delle cristallerie per autoveicoli si trova nella parte orientale della città, vicino al Großer Garten, mentre il deposito di distribuzione che carica le parti è dalla parte opposta, ad ovest.
Il trasporto avviene ogni ora, con possibilità di cicli ogni 40 minuti, e ha una capacità di carico di 214 m³ e 60 tonnellate, equivalenti a 3 camion. Il percorso principale parte dal GVZ (Güterverkehrszentrum - centro di logistica delle merci) a Friedrichstadt, attraversa la Postplatz (Piazza delle Poste), la Grunaer Straße, la Straßburger Platz (Piazza di Strasburgo) ed infine giunge nella fabbrica. In caso di congestione stradale o altro motivo, il tram può percorrere altre linee.
Nel marzo 2016, con la conclusione del ciclo produttivo della VW Phaeton, l'utilizzo del CarGoTram è stato interrotto, ma è poi ripreso nel marzo 2017.